# 阿德里安·沃纳罗斯基
阿德里安·沃纳罗斯基（1969年3月4日—）， 绰号Woj、Woj神或沃神，是退休美国体育专栏作家和记者。他曾經是ESPN的NBA内部人士，之前曾为Yahoo! Sports报道过NBA賽事。 